# Зеленоборськ
Зеленобо́рськ (рос. Зеленоборск) — селище міського типу у складі Совєтського району Ханти-Мансійського автономного округу Тюменської області, Росія. Адміністративний центр та єдиний населений пункт Зеленоборського міського поселення.
Населення — 2233 особи (2017, 2379 у 2010, 2209 у 2002).